# Якамара синьоголова
Якамара синьоголова (Galbula cyanicollis) — вид дятлоподібних птахів родини якамарових (Galbulidae).

## Поширення
Птах поширений у басейні Амазонки. Трапляється в Бразилії, на сході Перу та півночі Болівії. Його природним середовищем проживання є тропічні та субтропічні вологі низовинні ліси.

## Опис
Дрібний птах, завдовжки 19-22 см. У нього довгий прямий і загострений дзьоб, жовтявого кольору. Верхня частина тіла яскраво-зелена з синім відтінком на щоках, боках шиї та потилиці. Верхівка голови та лоб сірувато-коричневі. Нижня частина тіла червонувато-коричнева.

## Спосіб життя
Живиться комахами.